# Гагаріна Олена Юріївна
Олена Юріївна Гагаріна (нар. 17 квітня 1959, Заполярний, Мурманська область) — радянський і російський мистецтвознавець. Кандидат мистецтвознавства. Генеральний директор Державного історико-культурного музею-заповідника «Московський Кремль». Старша дочка першого космонавта планети Юрія Гагаріна. Заслужений працівник культури Російської Федерації (2004).
Фігурант бази даних центру «Миротворець».

## Біографія

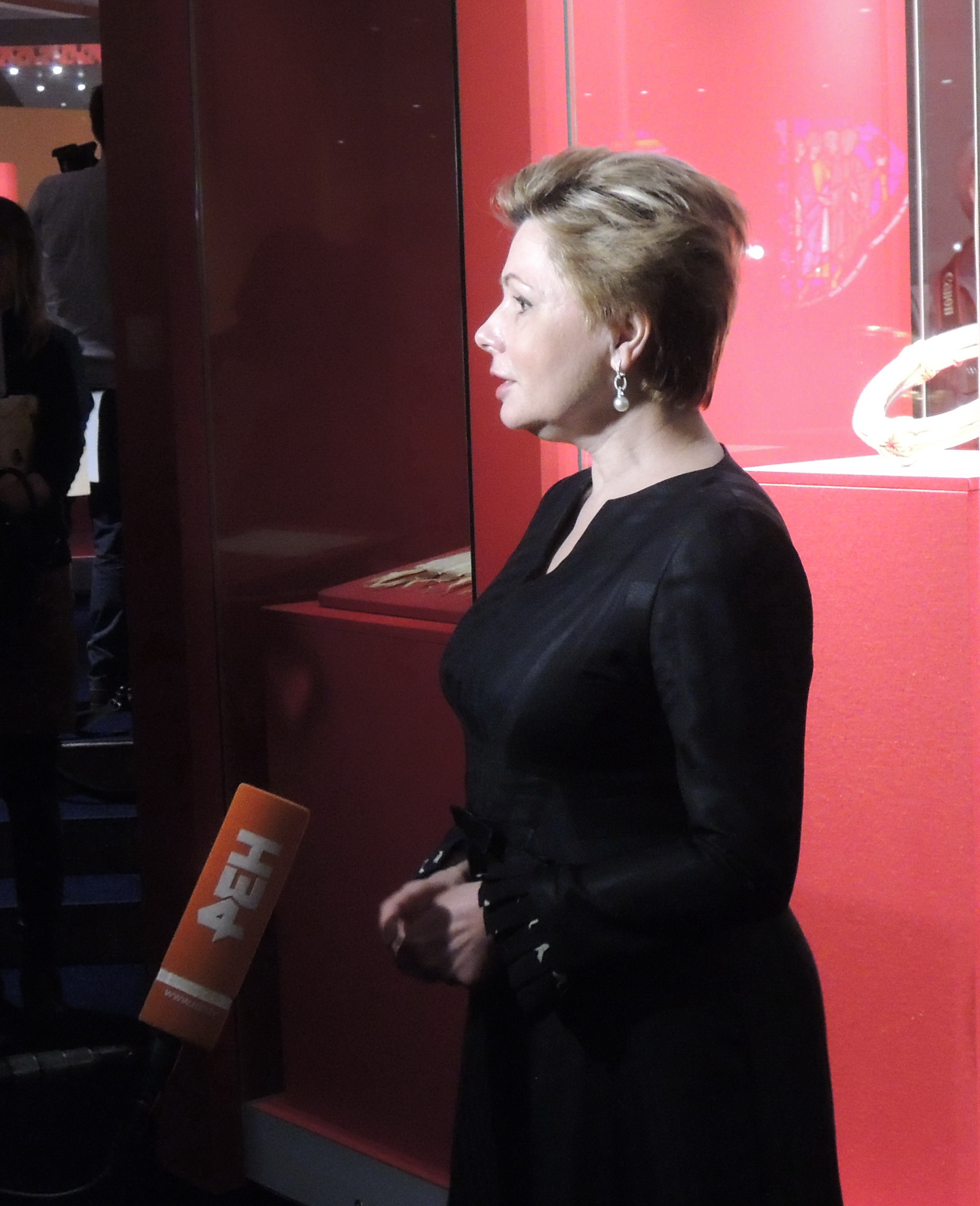
2017 рік

Народилася в місті Заполярний Мурманської області, де батько служив в авіації Північного флоту. Дитинство пройшло в Зоряному містечку. Займалася спортом, захоплювалася фігурним катанням, плаванням, художньою гімнастикою, ходила на лижах, грала на фортепіано, цікавилася мистецтвом. Школу закінчила із золотою медаллю.
У 1981 році закінчила історичний факультет МДУ, відділення історії і теорії мистецтва за спеціальністю — історія мистецтва. Кваліфікація — мистецтвознавець .
З вересня 1981 року — науковий співробітник Державного музею образотворчих мистецтв ім. А. С. Пушкіна, перша посада-хранитель англійської графіки; була заступником завідувача відділом графіки зі зберігання, одночасно, зберігаючи посаду хранителя англійської графіки. У музеї пропрацювала 20 років.
У 1989 році в МДУ імені М. В. Ломоносова захистила дисертацію на здобуття наукового ступеня кандидата мистецтвознавства за темою " англійська книжкова ілюстрація середини XVIII століття " (спеціальність 07.00.12-історія мистецтва).
Со 12 квітня 2001 року — генеральний директор Федеральної державної установи «Державний історико-культурний музей-заповідник „Московський Кремль“». Призначена указом Президента РФ В. В. Путіна, який того дня відвідав родину Гагаріних у Зоряному містечку з нагоди 40-річчя польоту першого космонавта.
Со 16 березня 2005 року — член комісії Російської Федерації у справах ЮНЕСКО (28 серпня 2009 року знову затверджена членом комісії).
З 26 липня 2010 року — член Патріаршої ради з культури (Російська православна церква) .
Указом Президента Російської Федерації від 18 листопада 2019 р № 561 включена до складу Геральдичної ради при Президентові Російської Федерації .
Має вчений ступінь кандидата мистецтвознавства. Почесний член Російської академії мистецтв.

## Сім'я
- Батько — Юрій Олексійович Гагарін.
- Мати — Валентина Іванівна Гагаріна.
- Сестра — Галина Юріївна Гагаріна (нар. 7 березня 1961), професор, завідувач кафедри національної та регіональної економіки Російського економічного університету ім. Г. В. Плеханова, доктор економічних наук[10].
- Дочка — Катерина Елізбарівна Караваєва[11] (нар. 10 червня 1987[12], батько — Елізбар Костянтинович Караваєв, кінооператор) закінчила історичний факультет МГУ (кафедра історії Середніх віків і раннього нового часу), працювала в музеї-заповіднику «Московський Кремль», вийшла заміж за дипломата Павла Внукова, поїхала в Лондон[3][13][14].

## Погляди
- Зразок справжнього знавця музейної справи для Гагаріної — Борис Піотровський[15].
- Гагаріна шкодує, що за часів Б. Е. Єльцина у Кремлі був закритий і демонтований кабінет В. І. Леніна.
- Гагаріна вважає, що Кремлівський палац з'їздів псує зовнішній вигляд Кремля і його простіше знести.
- У 2014 році підписала Колективне звернення діячів культури Російської Федерації на підтримку політики президента РФ в. В. Путіна в Україні та в Криму.

## Нагороди

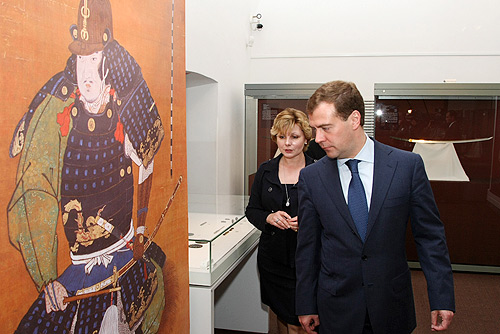
Е. Ю. Гагаріна і Д. А. Медведєв на виставці «Самураї. Скарби військової знаті Японії»

- Орден «За заслуги перед Вітчизною» IV ступеня (16 квітня 2019 року) — за великий внесок у розвиток вітчизняної культури і мистецтва, багаторічну плідну діяльність[16].
- Орден Дружби (29 грудня 2010 року) — За заслуги в розвитку вітчизняної культури і мистецтва, багаторічну плідну діяльність.
- Заслужений працівник культури Російської Федерації (4 березня 2004 року) — За заслуги в галузі культури та багаторічну плідну роботу[17].
- Подяка Президента Російської Федерації (5 вересня 2008 року) — за великий внесок у підготовку і проведення Року Росії в Китаї і року Китаю в Росії[18]
- Знак Гагаріна (Федеральне космічне агентство, 2006 рік)[19].
- Командор ордена «За заслуги перед Італійською Республікою» (Італія, 12 березня 2012 року)[20]
- Великий офіцер ордена Pro Merito Melitensi (Мальтійський орден, 2012 рік)[21]
- Офіцер ордена Почесного легіону (Франція, 2015 рік)[22]

## Премії
- Премія «Золотий міст» (Італія, 2010 рік) — за внесок у розвиток італо-російських відносин[23]